# WARU
『悪 WARU』（ワル）は、2006年2月25日に公開された日本映画。真樹日佐夫の作家生活45周年を記念し、真樹原作の人気劇画「ワル 最終章」を映画化。主演：哀川翔・監督：三池崇史。ソフト化はDVDで『悪 WARU』と『悪 WARU 完結編』の2本に分けてリリースされた。

## キャスト
- 氷室洋二：哀川翔
- 美杉麗子：松坂慶子
- 桜木：石橋凌
- 源氏：袴田吉彦
- 羅：萩原流行
- 更級十朗：真樹日佐夫
- 吉野きみか
- 岡田浩暉
- 曽根英樹
- 街田しおん
- 前田日明
- 佐山サトル
- ジョニー大倉
- 川村ひかる
- 大和啄也
- 桜庭あつこ
- 栗原早記
- ガッツ石松
- 小沢仁志
- 岡田眞澄
- 川地民夫

## スタッフ
- 監督：三池崇史
- 製作・脚本：真樹日佐夫
- 原作：真樹日佐夫、影丸穣也
- プロデューサー：山本芳久
- 企画：佐藤博彦、山本ほうゆう